# Rhynchocyon
Rhynchocyon é um gênero mamífero da família Macroscelididae.

## Espécies
4 espécies são reconhecidas:
- Rhynchocyon chrysopygus Günther, 1881
- Rhynchocyon cirnei Peters, 1847
- Rhynchocyon petersi Bocage, 1880
- Rhynchocyon udzungwensis Rathbun & Rovero, 2008